# Fidaxomicin
A fidaxomicin (kereskedelmi nevek: Dificid, Dificlir, illetve korábban OPT-80 és PAR-101) a makrociklusos antibiotikumok új osztályába tartozó gyógyszerhatóanyag, amelyet a Dactylosporangium aurantiacum fermentációs termékeként állítanak elő. Orálisan alkalmazva a hatóanyag jelentős része nem kerül a véráramba, hanem helyileg, a bélben fejti ki hatását. Baktericid hatású, szelektív a patogén Clostridium difficile kórokozóra. Szelektivitásából kifolyólag a normális, egészséges bélflórát alkotó Baktériumokat nem károsítja. A normális bélflóra fenntartása a vastagbélben csökkentheti a Clostridium difficile fertőzés megismétlődésének valószínűségét is.
A Clostridium difficile a leggyakoribb nozokómiális kórokozó Magyarországon. A fidaxomicin a C. difficile fertőzés kezelésére használják (a betegséget Clostridium difficile okozta hasmenésnek is nevezik). Kezeletlen betegség esetén C. difficile colitis és pseudomembranous colitis alakulhat ki.
A szert a Merck cég forgalmazza, amely 2015-ben megvásárolta a Cubist Pharmaceuticalst majd az originális gyártó Optimer Pharmaceuticalst is. A fidaxomicin 200 mg-os tabletta formájában kapható, amelyet 12 óránként kell bevenni, általában 10 napig. A kezelés teljes időtartamát a beteg klinikai állapota határozza meg. Jelenleg az egyik legdrágább antibiotikum, egy kezelés költsége több mint 500 ezer forint.

## Mechanizmus
A fidaxomicin baktericid hatású, gátolja a bakteriális RNS-polimeráz által mediált RNS-szintézist. Az RNS-polimeráz működését a rifampicinektől eltérő helyen gátolja. A clostridialis RNS-polimeráz gátlása az Escherichia coli enzim gátlásához szükséges koncentrációnál 20-szor alacsonyabb értéken történik (1 μM vs 20 μM), ami részben megmagyarázza a fidaxomixin hatásának jelentős specificitását. Minimálisan szívódik fel a bélrendszerből, hatásspektruma szűk; a Gram-pozitív baktériumok, különösen a Clostridium törzsek ellen aktív. A C. difficile (ATCC 700057) ellen minimális gátló koncentrációja (MIC) 0,03-0,25 μg/ml. Kimutatták, hogy a fidaxomicin in vitro gátolja a C. difficile sporulációját is.

## Klinikai vizsgálatok
Egy klinikai vizsgálat szerint Clostridium difficile fertőzés esetén a fidaxomicin hatékonysága nem marad le az orálisan alkalmazott vankomicinétól (92,1% vs. 89,8%). A kezelés után megfigyelték az is, hogy később hány betegnél jelentkezett ismételten a betegség. Fidaxomicin kezelés után a betegek 13,3%-ánál, az orális vankomicin esetén 24,0%-ánál lobbant fel ismét a betegség. A vizsgálatban a teljes gyógyulás fidaxomicin alkalmazása esetén 77,7%, vankomicinnél 67,1% volt. A klinikai gyógyulást azon betegeknél határozták meg, akiknek két nappal a vizsgálati gyógyszer befejezése után nem volt szükségük további kezelésre. Azokat a betegeket tekintették teljesen gyógyultnak, akiknél a terápiát követő négy hétben nem jelentkeztek újra a tünetek.
Egy 2011 februárjában publikált klinikai hármas fázisú vizsgálat megerősítette, hogy a Clostridium difficile fertőzés kezelésében a fidaxomicin legalább olyan jónak bizonyul, mint a vankomicin terápia. A szerzők szignifikánsan kevesebb újrafertőződésről számoltak be, a mellékhatások profil hasonló volt a két szer esetében. 
Egy 2018-as kutatás is arra az eredményre jutott, hogy a fidaxomicin és orális vankomicin hasonló hatékonyságú. A vizsgálati eredmények összhangban vannak a jelenlegi kezelési irányelvekkel, amelyek szerint bármelyik szer alkalmazása megfelelő a súlyos Clostridium difficile fertőzések kezelésében.
A Clostridium difficile fertőzések kiújulása újabb kórházi kezeléshez, ezáltal magas költségekhez, valamint a beteg életminőség romlásához vezet. A fidaxomicint a korábban alkalmazott szereknél jelentősebben csökkenti a fertőzés megismétlődését. Az előnyei ellenére a kezelés magas költségei miatt korlátozottan alkalmazzák a gyakorlatban, jellemzően csak többszörösen ismétlődő fertőzések esetén használják. A döntési folyamatot segíthetik olyan pontozási rendszerek, amelyek lehetővé teszik a magasabb kockázatú betegek azonosítását és korai kezelését.

## Engedélyeztetés
2011. május 27-én a gyógyszer elnyerte az Amerikai Egyesült Államok gyógyszerengedélyező hatóságának (Food and Drug Administration, FDA) jóváhagyását Clostridium difficile fertőzés kezelésére. 2011. december 5-én az Európai Bizottság – az European Medicines Agency (EMA) támogató véleménye alapján – kiadta a Dificlir egész Európai Unióra érvényes forgalomba hozatali engedélyét.

## Fordítás
- Ez a szócikk részben vagy egészben  a   Fidaxomicin című angol Wikipédia-szócikk ezen változatának fordításán alapul.  Az eredeti cikk szerkesztőit annak laptörténete sorolja fel. Ez a jelzés csupán a megfogalmazás eredetét és a szerzői jogokat jelzi, nem szolgál a cikkben szereplő információk forrásmegjelöléseként.